# Sparrenzaadgalmug
De sparrenzaadgalmug (Kaltenbachiola strobi) is een muggensoort uit de familie van de galmuggen (Cecidomyiidae). De wetenschappelijke naam van de soort is voor het eerst geldig gepubliceerd in 1853 door Winnertz.